# Terry Porter (Tontechniker)
Terry Porter (* 11. August 1954 in Glendale, Kalifornien) ist ein US-amerikanischer Toningenieur. Er wurde für vier Oscars in der Kategorie Best Sound nominiert. Seit 1980 war er an mehr als 170 Filmen beteiligt.

## Filmografie (Auswahl)
- 1986: Star Trek IV: Zurück in die Gegenwart (Star Trek IV: The Voyage Home)[1]
- 1990: Fantasia (restaurierte Fassung)[2]
- 1991: Die Schöne und das Biest (Beauty and the Beast)[3]
- 1992: Aladdin[4]
- 2005: Die Chroniken von Narnia: Der König von Narnia (The Chronicles of Narnia: The Lion, the Witch and the Wardrobe)[5]